# Réti füzény

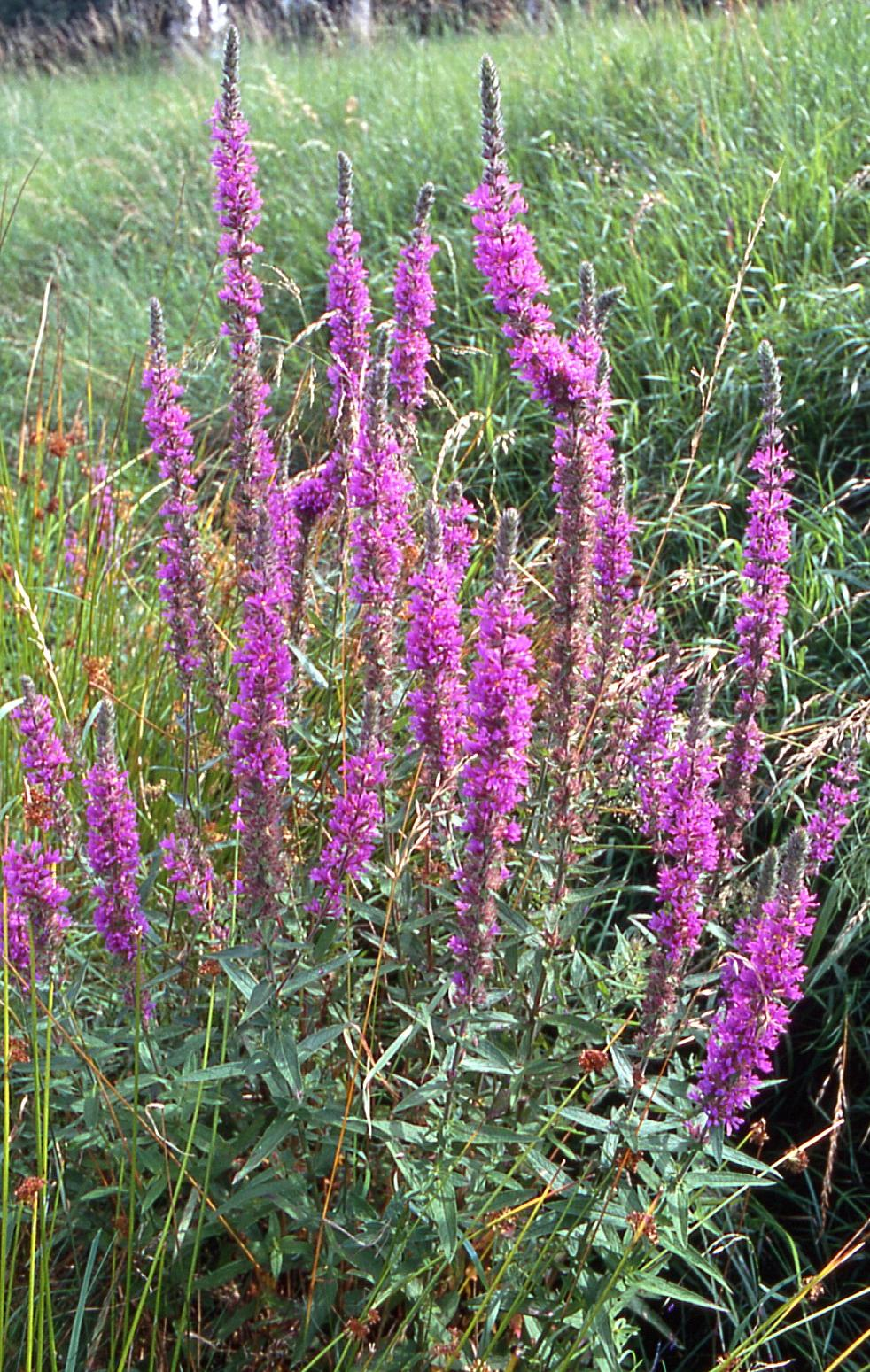
Virágzó réti füzény

A réti füzény (fűzfalevelű fű, piros füzény – Lythrum salicaria) a füzény növénynemzetség leggyakoribb faja a Kárpát-medencében.

## Előfordulása, termőhelye
Az északi mérsékelt éghajlati övre jellemző növény. A Kárpát-medencében leggyakrabban a dombvidékek (ritkábban a hegységek) nyirkos rétjein, árkaiban, lápjain, nádasok szélén találhatjuk. Egyértelműen a nedves vagy vizes, sok tápanyagot és bázist tartalmazó, mérsékelten savanyú, humuszos vályog- és agyagtalajokat kedveli. A mocsári humuszon kedvvel termő, mély gyökerű növény.
A Kis-Balatonban a nádasokban és a zsombékok tetején nő.

## Változata
- Lythrum salicaria var. tomentosum (Mill.) DC.

## Megjelenése
50–180 cm-ig felmagasodó, fásodó gyöktörzsű, évelő növény. Szára rendszerint négyélű, kopasz vagy érdes-pelyhes.
Lándzsás, ép szélű levelei 5–15 cm-esre nőnek. Az ülő levél alapja kerekített vagy kicsípett, erezete jól láthatóan kidomborodik. Az alsó szárlevelek átellenesen vagy hármasával örvben állnak, a középső és felső szárlevelek váltakozók vagy átellenesek. 
Felálló virágai többesével, 10 cm-nél is hosszabb, megnyúlt füzérekben, álörvökben nyílnak a murvalevelek hónaljában. A murvák tojásdadok, aprók, szőrösek. A 4–7 mm hosszú csészelevelek szőrösek, rajtuk tizenkét borda, 6 csészefog és néhány, 2–3 mm hosszú köztes fog különböztethető meg. A csésze hosszabb fogai kétszer akkorák, mint a rövidek. A hat, lándzsás, 6–12 mm hosszú sziromlevél sötét bíborszínű, ritkábban fehér. A porzólevelek száma tizenkettő. A magház felső állású.
3–6 mm hosszú, sokmagvú tokterméseit a vacok körülzárja.

## Életmódja
Mocsarakban, ártéri társulásokban, patakmenti és magaskórós társulásokban találkozhatunk vele. Június–szeptemberben nyílik; rovarok porozzák be.

## Felhasználása
Teáját háziszerként bélhurut, vérhas, tífusz ellen, bél- és gyomorvérzés csillapítására itták. Teát a fű gyökeréből is készítettek. Toroköblítésre, valamint vérző aranyér borogatására máig használatos.

## Képek

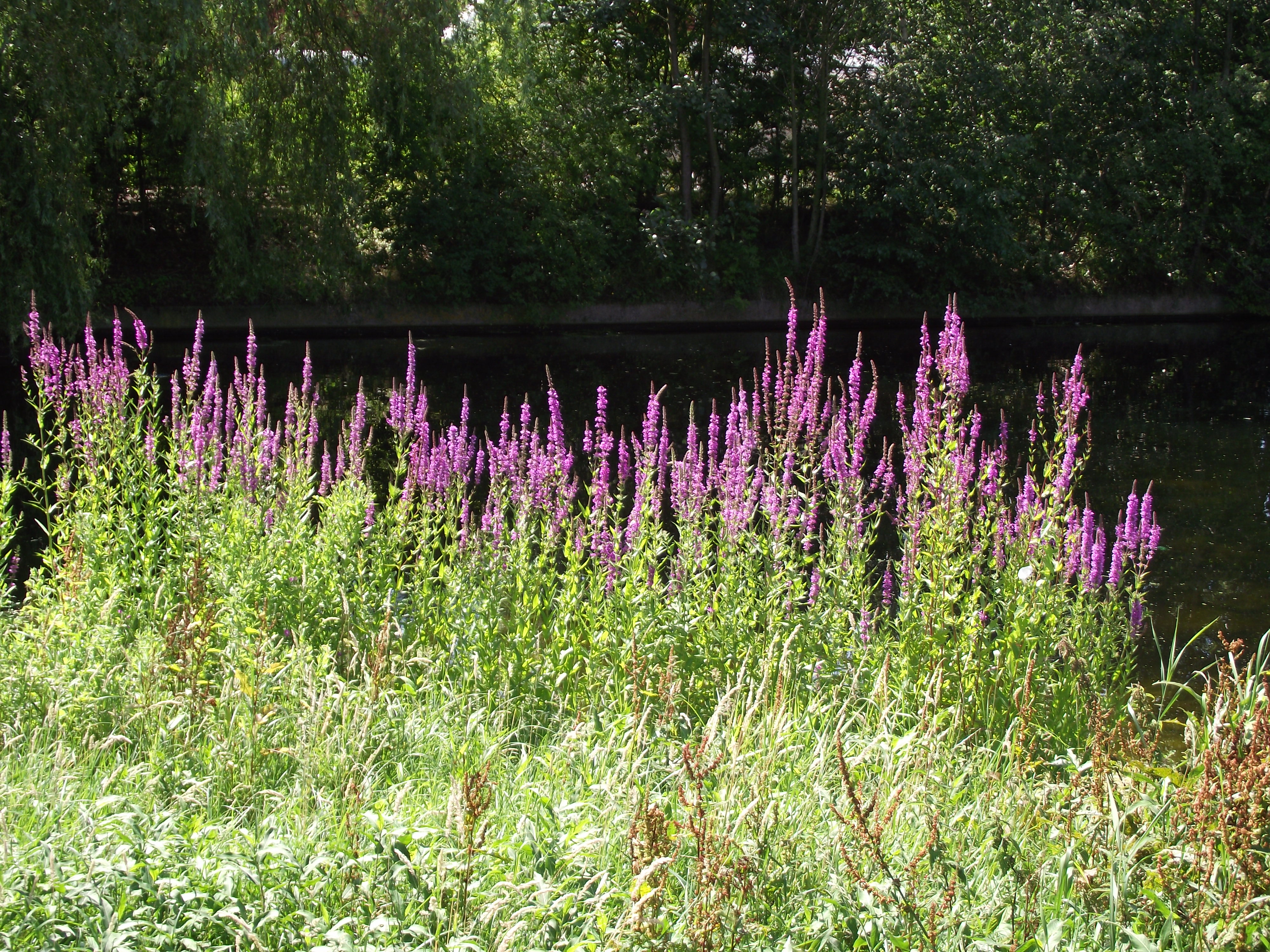
termőhelyén, Hága, Hollandia
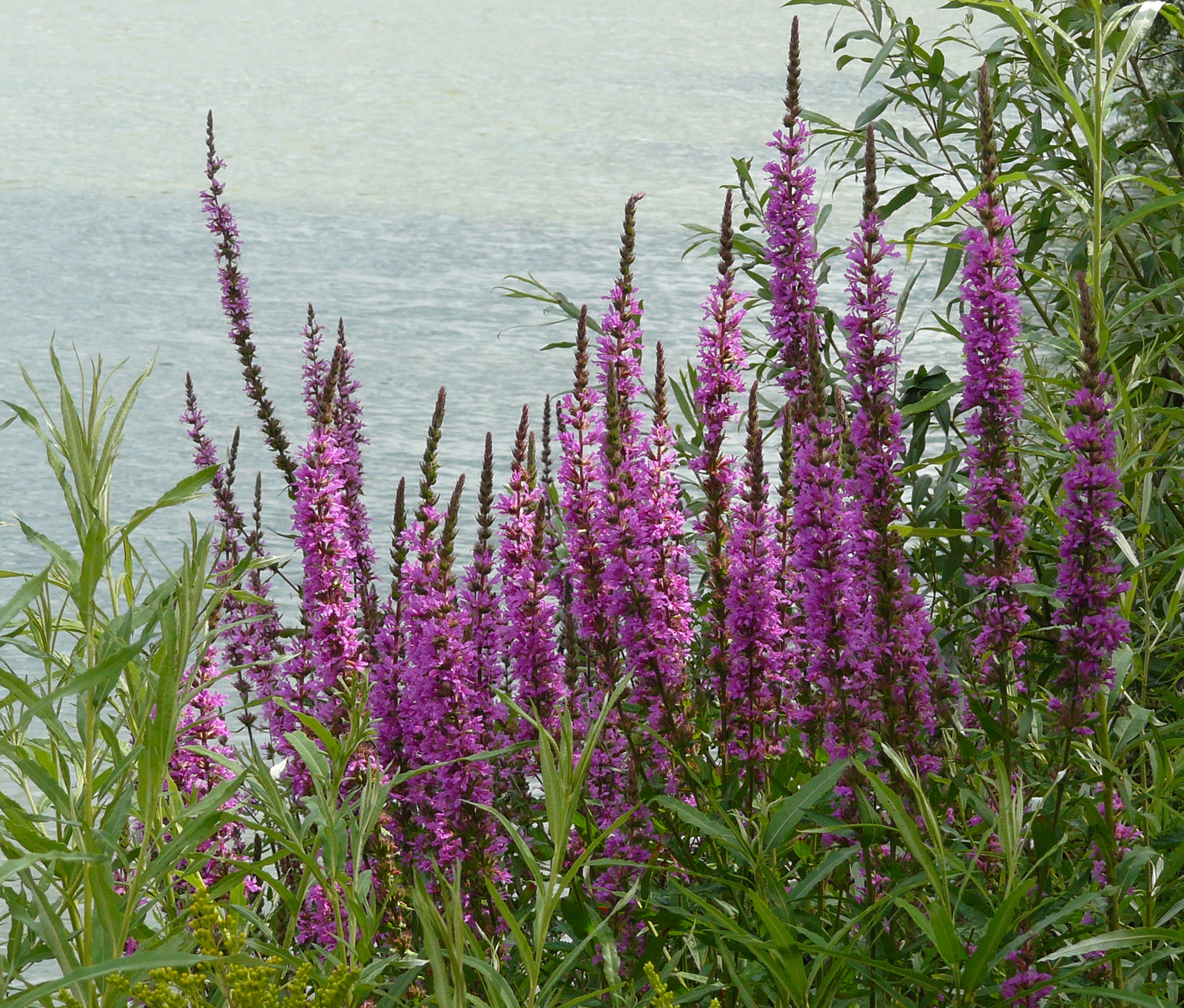
Virágzata
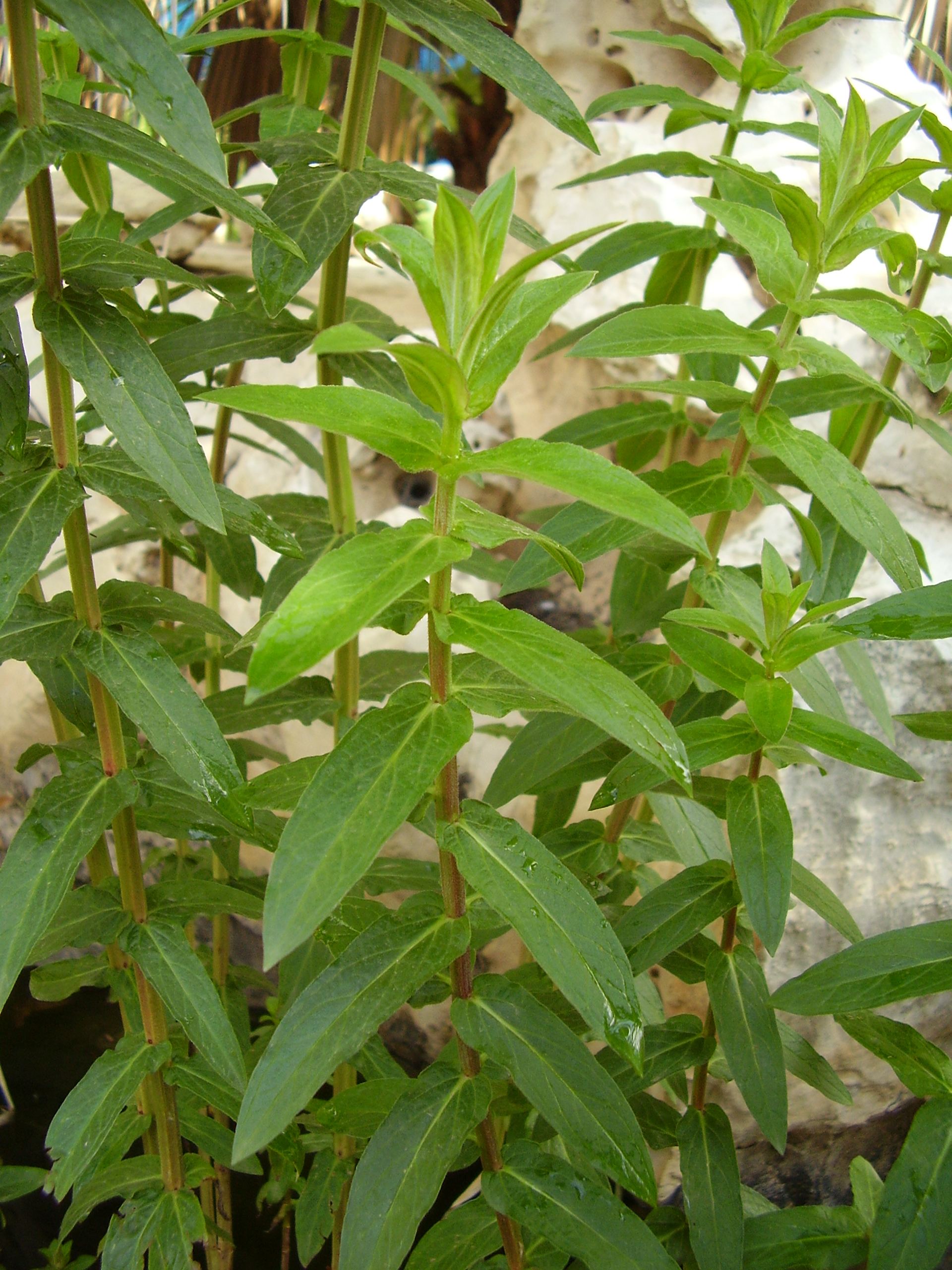
levelek
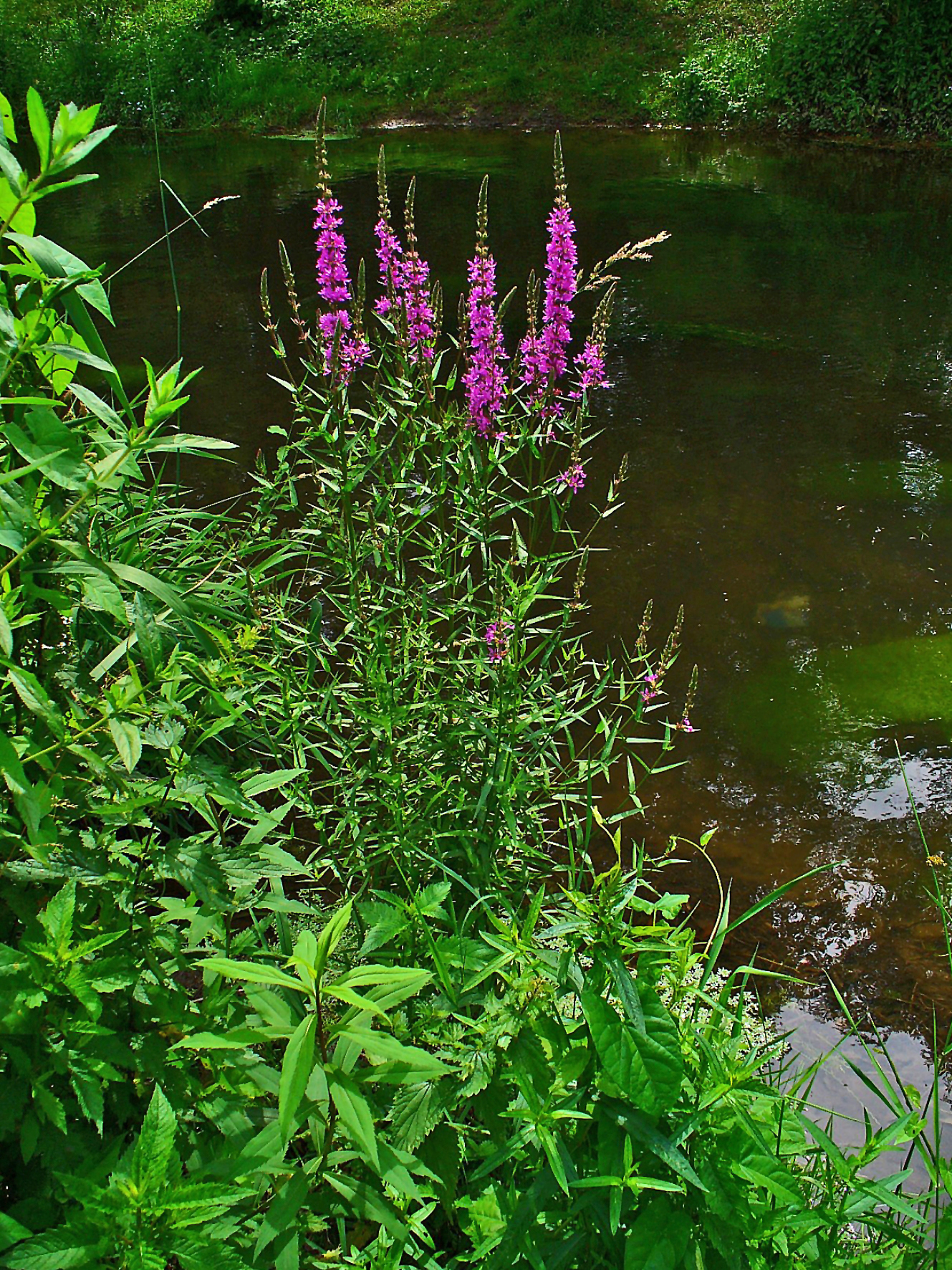
habitusa
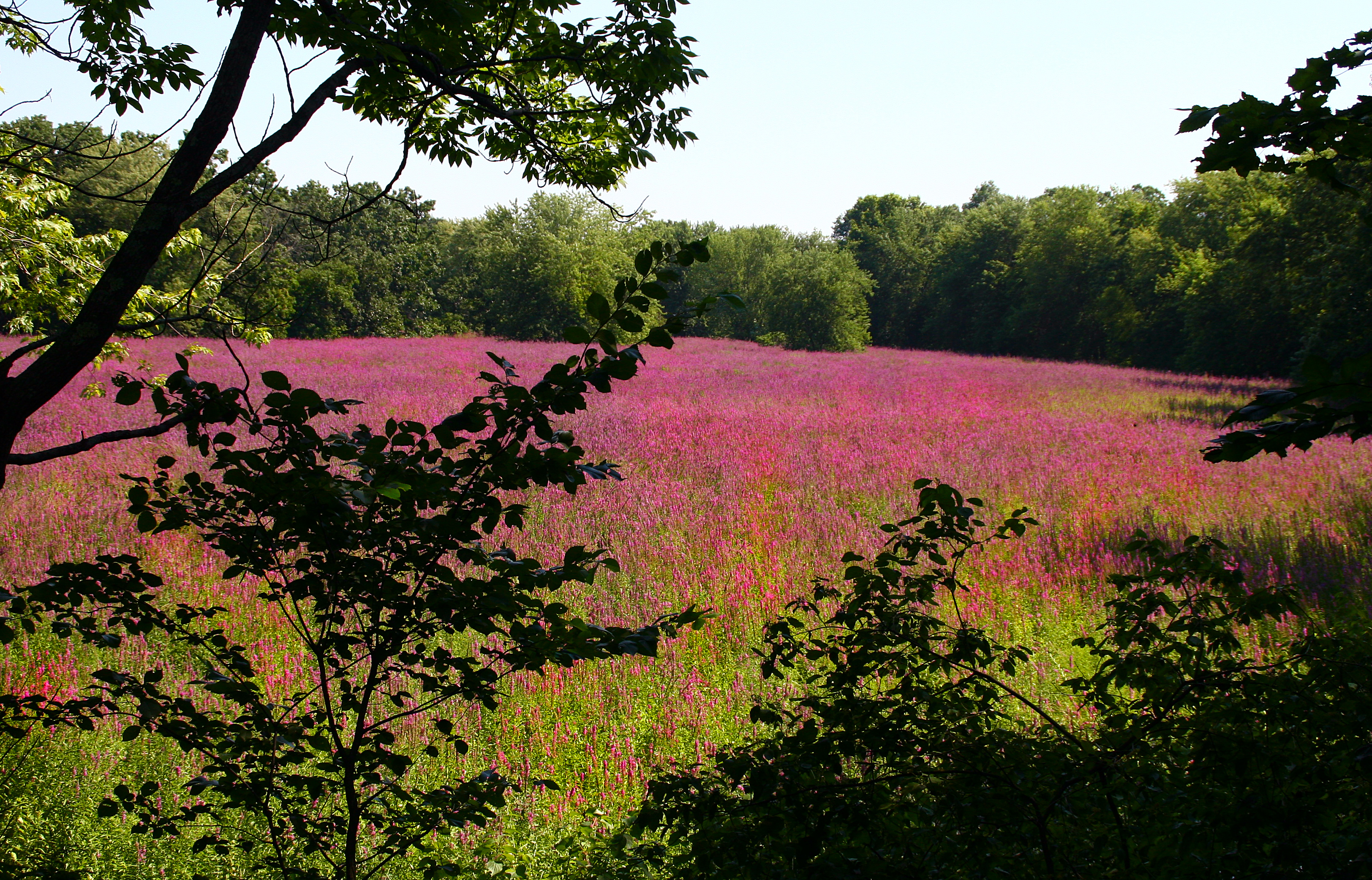
Réri füzény mező, Concord, Massachusetts
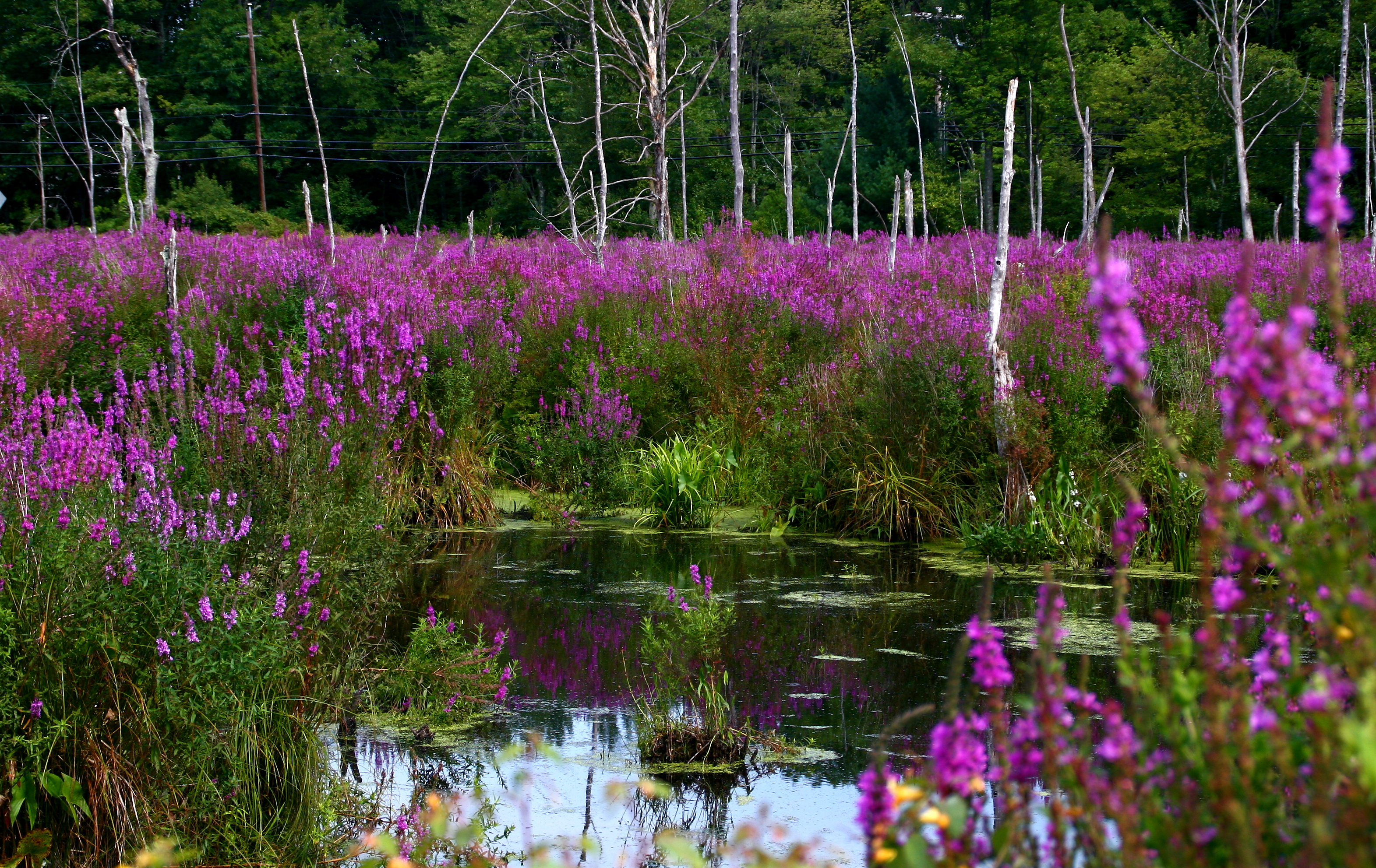
Tömegesen Boxborough, Massachusetts